# Coleotrypinae
Coleotrypinae es una subtribu de plantas con flores de la familia Commelinaceae. El género tipo es: Coleotrype C. B. Clarke. Contiene los siguientes géneros

## Géneros
- Amischotolype Hassk.
- Coleotrype C. B. Clarke
- Forrestia A. Rich. = Amischotolype Hassk.
- Porandra D. Y. Hong